# Wasbeerhonden
De wasbeerhonden (Nyctereutes) zijn een geslacht van zoogdieren uit de  familie van de hondachtigen (Canidae). De wetenschappelijke naam van het geslacht werd in 1838 gepubliceerd door Coenraad Jacob Temminck.

## Soorten
Er worden 2 soorten in dit geslacht geplaatst:
- Nyctereutes procyonoides (Gray, 1834) - Wasbeerhond
- Nyctereutes viverrinus (Temminck, 1838) - Japanse wasbeerhond